# Kiyoura Keigo
Kiyoura Keigo (清浦 奎吾?; Kamoto, 14 febbraio 1850 – Tokyo, 5 novembre 1942) è stato un politico giapponese, primo ministro dell'impero giapponese nel 1924.

## Biografia

### I primi anni
Kiyoura nacque col nome di Fujaku nel distretto di Kamoto, nella provincia di Higo (attualmente parte di Yamaga), quinto figlio di un monaco buddista di nome Okubo Ryoshi. Studiò alla scuola privata di Hirose Tanso dal 1865 al 1871. Durante questo periodo divenne amico del governatore Nomura Morihide e decise di prendere il nome "Kiyoura Keigo."

### Carriera politica
La sua carriera politica si è sviluppata inizialmente sotto l'ala protettrice di Nomura Morihide, quando questi divenne governatore di Saitama il giovane Kiyoura trovò posto all'interno degli uffici del governatore.
Nel 1876 entrò nel ministero della giustizia, inizialmente come funzionario per poi diventare viceministro e infine ministro, manterrà la carica di ministro fino al 1891 quando diventerà membro della camera alta nella dieta nazionale per nomina dell'imperatore. Negli anni seguenti, data la sua grande amicizia con Yamagata Aritomo ricoprirà ancora numerose cariche, tra cui nuovamente ministro della giustizia, ministro dell'agricoltura e del commercio.
Nel 1914, mentre era presidente del consiglio privato dell'imperatore, sarà da questi nominato alla carica di primo ministro, tuttavia Kiyoura rifiuterà l'incarico, in sua sostituzione viene scelto Ōkuma Shigenobu. Nel 1924 verrà nuovamente chiamato all'incarico di primo ministro e stavolta accetta, rimanendo in carica però per pochi mesi, durante i quali si celebrerà il matrimonio dell'allora Principe Reggente Hirohito. Darà le dimissioni dopo aver perso la maggioranza nella dieta nazionale.
Ritiratosi a vita privata, nel novembre del 1928, Kiyoura venne elevato al titolo di conte (hakushaku) e dopo la sua morte, nel 1942, ottenne il Gran Cordone del Supremo Ordine del Crisantemo.